# Euryphaedra
Euryphaedra is een afrotropisch geslacht van vlinders van de Nymphalidae.
Dit geslacht is monotypisch, dat wil zeggen dat het maar één soort heeft namelijk Euryphaedra thauma Staudinger, 1891.